# De vallei der verschrikking
De vallei der verschrikking (originele titel The Valley of Fear) is een Britse detective-roman uit 1915, geschreven door Arthur Conan Doyle. Het is de laatste van Conan Doyles vier romans over de detective Sherlock Holmes. Het verhaal verscheen aanvankelijk als vervolgverhaal in The Strand Magazine tussen september 1914 en mei 1915. Op 27 februari 1915 werd het verhaal voor het eerst in boekvorm gepubliceerd.

## Inhoud

### Eerste deel
De plot van het verhaal is losjes gebaseerd op de echte activiteiten van de Molly Maguires, en die van Pinkertonagent James McParland.
Het verhaal is opgesplitst in twee delen. Het eerste deel begint met een brief van een zekere Porlock. Holmes legt Watson uit dat Porlock een pseudoniem is van een informant die deel uitmaakt van de organisatie van Professor Moriarty. De brief is geschreven in een code, die verwijst naar pagina's en lemma's uit een almanak. Holmes en Watson ontcijferen de brief en ontdekken dat de organisatie een moord beraamt tegen ene John Douglas uit Birlstone. Meteen na de ontcijfering komt inspecteur MacDonald van Scotland Yard langs om Holmes om hulp te vragen met het onderzoek naar een moord. Douglas blijkt inderdaad vermoord in zijn huis in Birlstone, in Sussex. MacDonald wil weten hoe Holmes aan de informatie komt, maar Holmes weet niet hoe zijn informant in werkelijkheid heet. MacDonald heeft Moriarty weleens ontmoet en is sceptisch over de beschuldigingen van Holmes, totdat Holmes hem wijst op een schilderij in Moriarty's werkkamer: het is te duur om betaald te kunnen worden van het salaris van een hoogleraar.
MacDonald brengt Holmes en Watson naar Birlstone, waar de plaatselijke inspecteur White Mason het onderzoek leidt. Douglas is 's avonds laat dood aangetroffen in zijn studiekamer. Hij is van dichtbij in het hoofd geschoten met een geweer met afgezaagde loop, zodat zijn gezicht onherkenbaar verminkt is. Het enige waaraan hij herkenbaar is, is een brandmerk op zijn arm: een cirkel met een driehoek erin. Ook is de trouwring van Douglas verdwenen, maar de ring die hij daarboven aan dezelfde vinger droeg zit er nog wel. De moordenaar heeft ook een kaartje achtergelaten met daarop de tekst "VV 341". Later blijkt er ook een dumbbell van Douglas verdwenen te zijn. Tijdens de moord waren er nog vier andere mensen in huis: Ivy Douglas (de echtgenote van het slachtoffer), Cecil Barker (een goede vriend), Ames de butler en de bediende Mrs. Allen.
De zaak is behoorlijk ingewikkeld omdat het een raadsel is hoe de dader heeft kunnen ontsnappen. Om het huis ligt een gracht en de ophaalbrug wordt altijd 's avonds om 19:30 uur opgelaten. Omdat er geen sporen zijn die erop wijzen dat iemand via de gracht gekomen is, moet de moordenaar dus eerder over de brug gekomen zijn. Op een raamkozijn wordt een schoenafdruk in bloed gevonden, dus lijkt het erop dat de dader door het raam in de gracht sprong en zo ontsnapt is. Maar er zijn geen sporen dat er iemand via de gracht ontsnapt is. De gracht is ook te ondiep om in te verdrinken. Wel worden er een tas en een fiets gevonden in de buurt. Deze blijken toe te behoren aan een man die in een nabij hotel verbleef, maar verdwenen is. Holmes is echter niet tevreden met deze verklaring: als de fiets van de dader is, waarom is hij er dan niet mee gevlucht? Bovendien moet het verwijderen van de trouwring te veel tijd gekost hebben om snel te kunnen ontsnappen, zeker met al het lawaai dat het hagelgeweer maakte.
Watson heeft intussen ook iets vreemds ontdekt. Bij toeval is hij getuige van een gesprek tussen Barker en Mrs. Douglas, waarbij het hem opvalt dat de weduwe wel erg vrolijk lijkt. Watson vraagt zich af of er een affaire is tussen Barker en Mrs. Douglas. Toch is er weinig dat daar op wijst. Holmes acht het niet waarschijnlijk dat Barker en Mrs. Douglas de moord gepleegd hebben. Het gevonden moordwapen was Amerikaans en vreemd in huis, terwijl het gemakkelijker zou zijn om een kleiner en minder luidruchtig wapen te nemen. Daar staat tegenover dat Barker en Douglas elkaar vroeger in Californië hebben leren kennen. Bovendien is het mogelijk dat het schot door Ames en Mrs. Allen aan de andere kant van het huis niet gehoord werd. Dan zou de moord dus veel eerder hebben kunnen plaatsvinden. Als klap op de vuurpijl ontdekt Holmes dat de schoenafdruk gemaakt is met een slipper van Barker. Mogelijk hebben Barker en Mrs. Douglas om de ene of andere reden besloten om de moordenaar in huis te verbergen. Het huis werd immers tijdens de Engelse Burgeroorlog gebruikt om koning Karel I in te verbergen.
Holmes vist met behulp van Watsons paraplu de verdwenen dumbbell uit de gracht op, die dus duidelijk gebruikt is als gewicht om iets lichts in de gracht te doen zinken: een bundel kleren. Hij geeft MacDonald de opdracht om aan Barker te vertellen dat de gracht drooggelegd gaat worden. 's Nachts betrappen ze Barker als hij vanuit de studiekamer de bundel kleren uit de gracht opvist. Als ze Barker en Mrs. Douglas confronteren komt de verborgen dader tevoorschijn en onthult zichzelf als John Douglas. Het slachtoffer is Ted Baldwin, die dezelfde lichaamsbouw en hetzelfde brandmerk als Douglas heeft. Baldwin was de insluiper die Douglas wilde neerschieten, maar Douglas verweerde zich zodat Baldwin zelf stierf. Omdat Baldwin deel uitmaakt van een groep die Douglas al jaren achtervolgt, besloten ze om de dood van Douglas in scène te zetten, zodat hij voortaan veilig zou zijn. Hij overhandigt hen een verslag van de achtergrond van de moord.

### Tweede deel
In het tweede deel wordt de inhoud van dit verslag beschreven. In 1875 komt een jonge Ier genaamd John McMurdo aan in de Amerikaanse mijnstreek Vermissa Valley. De jongeman is op zijn hoede en trekt de aandacht van een medereiziger, Mike Scanlan. Beiden blijken lid van de vrijmetselaarsloge: McMurdo van een loge in Chicago en Scanlan van de loge van Vermissa. McMurdo huurt een kamer bij de Duitse immigrant Jacob Shafter en wordt vrijwel meteen verliefd op diens dochter Ettie. Het gevoel is al snel wederzijds, maar Ettie is al beloofd aan een andere vrijmetselaar genaamd Baldwin. McMurdo ontdekt al snel dat de enige reden hiervoor een grote angst voor het genootschap is, waar de hele streek bang voor is.
McMurdo maakt op advies van Scanlan contact met McGinty, voorzitter van de Vermissa-loge. McMurdo vertelt waarom hij uit Chicago gevlucht is: hij had geld vervalst en werd verdacht van moord, wat later bevestigd wordt als een politieagent uit Chicago in Vermissa komt werken. McGinty vindt McMurdo erg bruikbaar en laat hem toe in de loge. Het conflict met Baldwin wordt beslecht: Ettie moet zelf maar kiezen met wie ze wil trouwen. Vervolgens wordt McMurdo ingewijd in de loge van Vermissa, waarvoor hij een brandmerk op zijn arm krijgt. De loges van Vermissa en omstreken blijken zich echter met terreur bezig te houden: wie niet aan hun wensen voldoet wordt vermoord. Al wie lid wordt heeft geen andere keuze meer dan meewerken of zelf ook sterven.
Op een dag krijgt een van de broeders bericht dat Detectivebureau Pinkerton de gevreesde rechercheur Birdy Edwards naar Vermissa zal sturen om de bende op te rollen. McMurdo herinnert zich een nieuweling in de stad die vreemde telegrammen verstuurt en legt aan zijn broeders voor om een valstrik voor Edwards te leggen. McGinty, Baldwin en nog vijf andere belangrijke leden van de loge verschansen zich in het huis. Tot hun verrassing wordt het huis door de politie omsingeld en blijkt Birdy Edwards de ware naam van McMurdo zelf, die de orde kwam infiltreren. De agent uit Chicago speelde het spel mee.
Na de arrestaties wordt McGinty ter dood veroordeeld en krijgt Baldwin gevangenisstraf. Edwards en Ettie trouwen in Chicago. Naarmate de jaren verstrijken komen Baldwin en andere bendeleden vrij en vinden er twee moordaanslagen op Edwards plaats. Onder de naam John Douglas vlucht Edwards naar Californië, waar Ettie overlijdt. Douglas maakt fortuin en raakt bevriend met Barker, maar vlucht na een nieuwe aanslag naar Engeland, waar hij hertrouwt en in Birlstone gaat wonen, totdat Baldwin hem dankzij de organisatie van Moriarty weer op het spoor komt, maar uiteindelijk zelf gedood wordt.
Douglas wordt vrijgesproken omdat hij handelde uit noodweer. Op advies van Holmes verlaten hij en zijn vrouw Engeland en varen naar Zuid-Afrika. Drie weken later komt Barker echter vertellen dat hij bericht heeft gekregen dat Douglas onderweg overboord geslagen is. Holmes weet zeker dat deze meer verfijnde moord het werk is van Moriarty's mensen. Hij verzekert Barker echter ook dat Moriarty zijn uiteindelijke straf niet eeuwig zal ontlopen.

## Professor Moriarty
Opvallend in De vallei der verschrikking is dat Professor Moriarty erin meespeelt. Zijn optreden in het verhaal is in tegenspraak met de tijdlijn in de eerdere Sherlock Holmes-verhalen. In het korte verhaal The Final Problem maken Holmes en Dr. Watson voor het eerst kennis met Professor Moriarty. In datzelfde verhaal sterft Moriarty in een gevecht met Sherlock; een gebeurtenis waar ook op terug wordt geblikt in The Adventure of the Empty House. Gezien de situatie is het onwaarschijnlijk dat De vallei der verschrikking zich afspeelt tijdens The Final Problem. De roman moet dus eerder dan het korte verhaal spelen, maar toch reageert Watson alsof hij de naam van Moriarty al kent.

## Bewerkingen
De vallei der verschrikking is minder vaak bewerkt voor film en televisie dan de andere Sherlock Holmes-romans. Een van de verfilmingen van het boek is de Britse film The Triumph of Sherlock Holmes uit 1935, met Arthur Wontner als Holmes en Ian Fleming als Watson. Een andere verfilming is de animatiefilm Sherlock Holmes and The Valley of Fear uit 1984.